# Course en ligne féminine aux championnats du monde de cyclisme sur route 1966
Navigation
1965 1967
La course en ligne féminine aux championnats du monde de cyclisme sur route 1966 a lieu le 25 août 1966 à Nürburgring en Allemagne. Cette édition est remportée par la Belge Yvonne Reynders.

## Classement
|                                    | Coureuse                    | Pays               |    | Temps          |
| ---------------------------------- | --------------------------- | ------------------ | -- | -------------- |
| Médaille d'or, Coupe du Monde      | Yvonne Reynders             | Belgique           | en | 2 h 9 min 47 s |
| Médaille d'argent, Coupe du Monde  | Keetie Hage                 | Pays-Bas           | +  |                |
| Médaille de bronze, Coupe du Monde | Aino Puronen                | Union soviétique   |    |                |
| 4                                  | Elsy Jacobs                 | Luxembourg         |    |                |
| 5                                  | Beryl Burton                | Royaume-Uni        |    |                |
| 6                                  | Nina Trofimova              | Union soviétique   |    | 14 s           |
| 7                                  | Lidia Khalik                | Union soviétique   |    | 2 min 18 s     |
| 8                                  | Marie-Rose Gaillard         | Belgique           |    | 2 min 18 s     |
| 9                                  | Galina Yudina               | Union soviétique   |    | 2 min 31 s     |
| 10                                 | Ann Horswell                | Royaume-Uni        |    | 2 min 33 s     |
| 11                                 | Emīlija Sonka               | Union soviétique   |    | 2 min 41 s     |
| 12                                 | Jacky Barbedette            | France             |    | 2 min 43 s     |
| 13                                 | Christiane Goeminne         | Belgique           |    | 3 min 6 s      |
| 14                                 | Christiane Geerts           | Belgique           |    | 3 min 16 s     |
| 15                                 | Bella Van der Spiegel-Hage  | Pays-Bas           |    | 3 min 34 s     |
| 16                                 | Elisabetta Maffeis          | Italie             |    | 3 min 36 s     |
| 17                                 | Ludmilla Felina             | Union soviétique   |    | 4 min 52 s     |
| 18                                 | Christiane Goodfellow       | Royaume-Uni        |    | 5 min 0 s      |
| 19                                 | Barbara Inez Body           | Royaume-Uni        |    | 5 min 4 s      |
| 20                                 | Simone Ellegeest            | Belgique           |    | 6 min 42 s     |
| 21                                 | Florinda Parenti            | Italie             |    | 6 min 42 s     |
| 22                                 | Hannelore Mattig            | Allemagne de l'Est |    | 6 min 42 s     |
| 23                                 | Lily Herse                  | France             |    | 6 min 42 s     |
| 24                                 | Simone Boubechiche          | France             |    | 6 min 42 s     |
| 25                                 | Truus Smulders              | Pays-Bas           |    | 6 min 42 s     |
| 26                                 | Josefine Pescha             | Autriche           |    | 6 min 42 s     |
| 27                                 | Ilka List                   | Allemagne de l'Est |    | 6 min 42 s     |
| 28                                 | Liliane Cleiren             | Belgique           |    | 8 min 9 s      |
| 29                                 | Graziella Da Bello          | Italie             |    | 8 min 9 s      |
| 30                                 | Claude Bordujenko           | France             |    | 8 min 42 s     |
| 31                                 | Giuditta Longari            | Italie             |    | 9 min 44 s     |
| 32                                 | Renée Vissac                | France             |    | 9 min 44 s     |
| 33                                 | Ivana Panzi                 | Italie             |    | 9 min 44 s     |
| 34                                 | Monika Israel               | Allemagne de l'Est |    | 9 min 44 s     |
| 35                                 | Christiane Rousseau         | France             |    | 9 min 55 s     |
| 36                                 | Ineke Heusinkveld-Van IJken | Pays-Bas           |    | 11 min 0 s     |